# 卵巢白膜
卵巢白膜（tunica albuginea）是在卵巢表面的堅韌纖維结缔组织，位在上皮組織（以前誤稱為卵巢生發殖皮，但其不會產生卵子）的內部。表面是由短结缔组织細胞以及之間的梭形細胞組成。卵巢白膜上面沒有血管。卵巢白膜比睾丸白膜要薄，實際薄度會隨卵巢的不同位置而變化。
卵巢白膜是在产前发育後期形成的，是由中腎基質中萌發的。
卵巢白膜包覆的部分可分為皮質及髓質，其中皮質含有濾泡。三級濾泡在成熟時，會往卵巢表面移動，並侵蝕白膜及生發上皮直到濾泡破裂。在更年期後白膜會增厚，生發上皮會變薄。

## 外部連結
- Bioweb at UWLAX Image